# زیردریایی آفریقا (کیو۱۹۶)
زیردریایی آفریقا (کیو۱۹۶) (به انگلیسی: French submarine Africaine (Q196)) یک زیردریایی است که طول آن ۷۳٫۵ متر (۲۴۱ فوت) می‌باشد. این زیردریایی در سال ۱۹۴۶ ساخته شد.